# كأس الكونكاكاف الذهبية 2013
كأس الكونكاكاف الذهبية 2013 هي النسخة الثانية عشر من بطولة كأس الكونكاكاف الذهبية وٳجمالاً بطولة الكونكاكاف الٳقليمية الثانية والعشرين منذ خمسين عاماً على تأسيس الكونكاكاف. استضافتها الولايات المتحدة.
بدٲت المسابقة يوم 7 يوليو، 2013 وأقيمت المباراة النهائية يوم 28 يوليو، 2013.

## الدول المشاركة
| الفريق                                                  | التصفيات               | الظهور                 | آخر أفضل أداء                              | تصنيف الفيفا           |
| منطقة أمريكا الشمالية ‏                                  | منطقة أمريكا الشمالية ‏ | منطقة أمريكا الشمالية ‏ | منطقة أمريكا الشمالية ‏                     | منطقة أمريكا الشمالية ‏ |
| ------------------------------------------------------- | ---------------------- | ---------------------- | ------------------------------------------ | ---------------------- |
| الولايات المتحدة                                        | تلقائي                 | 12                     | البطل (1991، 2002، 2005، 2007)             | 22                     |
| المكسيك (حامل اللقب)                                    | تلقائي                 | 12                     | البطل (1993، 1996، 1998، 2003، 2009، 2011) | 20                     |
| كندا                                                    | تلقائي                 | 11                     | البطل (2000)                               | 88                     |
| منطقة الكاريبي تأهل عن طريق كأس الكاريبي 2012           |                        |                        |                                            |                        |
| كوبا                                                    | الفائز                 | 7                      | ربع النهائي (2003)                         | 82                     |
| ترينيداد وتوباغو                                        | الوصيف                 | 8                      | نصف النهائي (2000)                         | 87                     |
| هايتي                                                   | المركز الثالث          | 5                      | ربع النهائي (2002، 2009)                   | 69                     |
| مارتينيك                                                | المركز الرابع          | 4                      | ربع النهائي (2002)                         | N/A                    |
| منطقة أمريكا الوسطى تأهل عن طريق كأس أمريكا الوسطى 2013 |                        |                        |                                            |                        |
| كوستاريكا                                               | الفائز                 | 11                     | الوصيف (2002)                              | 39                     |
| [[ملف:\|23x15px\|border \|alt=\|link=]] هندوراس         | الوصيف                 | 11                     | الوصيف (1991)                              | 55                     |
| السلفادور                                               | المركز الثالث          | 8                      | ربع النهائي (2002، 2003، 2011)             | 94                     |
| بليز                                                    | المركز الرابع          | 1                      | أول مشاركة                                 | 130                    |
| بنما                                                    | المركز الخامس          | 6                      | الوصيف (2005)                              | 51                     |

## الٲماكن
ثلاثون ملعب في جميع أنحاء الولايات المتحدة شاركوا في عملية اختيار الملاعب مع اتحاد تسويق كرة القدم، الشريك الحدث لكٲس الكونكاكاف الذهبية.
| باسادينا       | أرلينغتون | دنفر | ميامي غاردنز | أتلانتا (جورجيا)      |
| -------------- | --- | --- | --- | --------------------- |
| روز بول        | ملعب دالاس كاوبويز | ملعب سبورتس أثورتي في المايل هاي | ملعب هارد روك | ملعب جورجيا دوم       |
| السعة: 92,542  | السعة: 80,000 | السعة: 76,125 | السعة: 74,918 | السعة: 71,228         |
| المجموعة أ     | نصف النهائي | المجموعة أ | المجموعة ب | ربع النهائي           |
|                | | | |                       |
| بالتيمور       | باسادينا سياتل دنفر هاريسون ميامي غاردنز هيوستن بورتلاند ساندي إيست هارتفورد أتلانتا بالتيمور أرلينغتون شيكاغوكأس الكونكاكاف الذهبية 2013 (USA) | باسادينا سياتل دنفر هاريسون ميامي غاردنز هيوستن بورتلاند ساندي إيست هارتفورد أتلانتا بالتيمور أرلينغتون شيكاغوكأس الكونكاكاف الذهبية 2013 (USA) | باسادينا سياتل دنفر هاريسون ميامي غاردنز هيوستن بورتلاند ساندي إيست هارتفورد أتلانتا بالتيمور أرلينغتون شيكاغوكأس الكونكاكاف الذهبية 2013 (USA) | سياتل                 |
| ملعب بنك إم تي | باسادينا سياتل دنفر هاريسون ميامي غاردنز هيوستن بورتلاند ساندي إيست هارتفورد أتلانتا بالتيمور أرلينغتون شيكاغوكأس الكونكاكاف الذهبية 2013 (USA) | باسادينا سياتل دنفر هاريسون ميامي غاردنز هيوستن بورتلاند ساندي إيست هارتفورد أتلانتا بالتيمور أرلينغتون شيكاغوكأس الكونكاكاف الذهبية 2013 (USA) | باسادينا سياتل دنفر هاريسون ميامي غاردنز هيوستن بورتلاند ساندي إيست هارتفورد أتلانتا بالتيمور أرلينغتون شيكاغوكأس الكونكاكاف الذهبية 2013 (USA) | ملعب سينشري لينك فيلد |
| السعة: 71,008  | باسادينا سياتل دنفر هاريسون ميامي غاردنز هيوستن بورتلاند ساندي إيست هارتفورد أتلانتا بالتيمور أرلينغتون شيكاغوكأس الكونكاكاف الذهبية 2013 (USA) | باسادينا سياتل دنفر هاريسون ميامي غاردنز هيوستن بورتلاند ساندي إيست هارتفورد أتلانتا بالتيمور أرلينغتون شيكاغوكأس الكونكاكاف الذهبية 2013 (USA) | باسادينا سياتل دنفر هاريسون ميامي غاردنز هيوستن بورتلاند ساندي إيست هارتفورد أتلانتا بالتيمور أرلينغتون شيكاغوكأس الكونكاكاف الذهبية 2013 (USA) | السعة: 67,000         |
| ربع النهائي    | باسادينا سياتل دنفر هاريسون ميامي غاردنز هيوستن بورتلاند ساندي إيست هارتفورد أتلانتا بالتيمور أرلينغتون شيكاغوكأس الكونكاكاف الذهبية 2013 (USA) | باسادينا سياتل دنفر هاريسون ميامي غاردنز هيوستن بورتلاند ساندي إيست هارتفورد أتلانتا بالتيمور أرلينغتون شيكاغوكأس الكونكاكاف الذهبية 2013 (USA) | باسادينا سياتل دنفر هاريسون ميامي غاردنز هيوستن بورتلاند ساندي إيست هارتفورد أتلانتا بالتيمور أرلينغتون شيكاغوكأس الكونكاكاف الذهبية 2013 (USA) | المجموعة أ            |
|                | باسادينا سياتل دنفر هاريسون ميامي غاردنز هيوستن بورتلاند ساندي إيست هارتفورد أتلانتا بالتيمور أرلينغتون شيكاغوكأس الكونكاكاف الذهبية 2013 (USA) | باسادينا سياتل دنفر هاريسون ميامي غاردنز هيوستن بورتلاند ساندي إيست هارتفورد أتلانتا بالتيمور أرلينغتون شيكاغوكأس الكونكاكاف الذهبية 2013 (USA) | باسادينا سياتل دنفر هاريسون ميامي غاردنز هيوستن بورتلاند ساندي إيست هارتفورد أتلانتا بالتيمور أرلينغتون شيكاغوكأس الكونكاكاف الذهبية 2013 (USA) |                       |
| شيكاغو         | باسادينا سياتل دنفر هاريسون ميامي غاردنز هيوستن بورتلاند ساندي إيست هارتفورد أتلانتا بالتيمور أرلينغتون شيكاغوكأس الكونكاكاف الذهبية 2013 (USA) | باسادينا سياتل دنفر هاريسون ميامي غاردنز هيوستن بورتلاند ساندي إيست هارتفورد أتلانتا بالتيمور أرلينغتون شيكاغوكأس الكونكاكاف الذهبية 2013 (USA) | باسادينا سياتل دنفر هاريسون ميامي غاردنز هيوستن بورتلاند ساندي إيست هارتفورد أتلانتا بالتيمور أرلينغتون شيكاغوكأس الكونكاكاف الذهبية 2013 (USA) | إيست هارتفورد         |
| سولجر فيلد     | باسادينا سياتل دنفر هاريسون ميامي غاردنز هيوستن بورتلاند ساندي إيست هارتفورد أتلانتا بالتيمور أرلينغتون شيكاغوكأس الكونكاكاف الذهبية 2013 (USA) | باسادينا سياتل دنفر هاريسون ميامي غاردنز هيوستن بورتلاند ساندي إيست هارتفورد أتلانتا بالتيمور أرلينغتون شيكاغوكأس الكونكاكاف الذهبية 2013 (USA) | باسادينا سياتل دنفر هاريسون ميامي غاردنز هيوستن بورتلاند ساندي إيست هارتفورد أتلانتا بالتيمور أرلينغتون شيكاغوكأس الكونكاكاف الذهبية 2013 (USA) | رينتشلر فيلد          |
| السعة: 61,500  | باسادينا سياتل دنفر هاريسون ميامي غاردنز هيوستن بورتلاند ساندي إيست هارتفورد أتلانتا بالتيمور أرلينغتون شيكاغوكأس الكونكاكاف الذهبية 2013 (USA) | باسادينا سياتل دنفر هاريسون ميامي غاردنز هيوستن بورتلاند ساندي إيست هارتفورد أتلانتا بالتيمور أرلينغتون شيكاغوكأس الكونكاكاف الذهبية 2013 (USA) | باسادينا سياتل دنفر هاريسون ميامي غاردنز هيوستن بورتلاند ساندي إيست هارتفورد أتلانتا بالتيمور أرلينغتون شيكاغوكأس الكونكاكاف الذهبية 2013 (USA) | السعة: 40,000         |
| النهائي        | باسادينا سياتل دنفر هاريسون ميامي غاردنز هيوستن بورتلاند ساندي إيست هارتفورد أتلانتا بالتيمور أرلينغتون شيكاغوكأس الكونكاكاف الذهبية 2013 (USA) | باسادينا سياتل دنفر هاريسون ميامي غاردنز هيوستن بورتلاند ساندي إيست هارتفورد أتلانتا بالتيمور أرلينغتون شيكاغوكأس الكونكاكاف الذهبية 2013 (USA) | باسادينا سياتل دنفر هاريسون ميامي غاردنز هيوستن بورتلاند ساندي إيست هارتفورد أتلانتا بالتيمور أرلينغتون شيكاغوكأس الكونكاكاف الذهبية 2013 (USA) | المجموعة ج            |
|                | باسادينا سياتل دنفر هاريسون ميامي غاردنز هيوستن بورتلاند ساندي إيست هارتفورد أتلانتا بالتيمور أرلينغتون شيكاغوكأس الكونكاكاف الذهبية 2013 (USA) | باسادينا سياتل دنفر هاريسون ميامي غاردنز هيوستن بورتلاند ساندي إيست هارتفورد أتلانتا بالتيمور أرلينغتون شيكاغوكأس الكونكاكاف الذهبية 2013 (USA) | باسادينا سياتل دنفر هاريسون ميامي غاردنز هيوستن بورتلاند ساندي إيست هارتفورد أتلانتا بالتيمور أرلينغتون شيكاغوكأس الكونكاكاف الذهبية 2013 (USA) |                       |
| هاريسون        | هيوستن | بورتلاند | ساندي |                       |
| ريد بل أرينا   | ملعب بي في أي | ملعب بروفايدنس | ملعب ريو تينتو |                       |
| السعة: 25,189  | السعة: 22,039 | السعة: 20,438 | السعة: 20,213 |                       |
| المجموعة ب     | المجموعة ب | المجموعة ج | المجموعة ج |                       |
|                | | | |                       |

## مرحلة المجموعات

### المجموعة أ
| المنتخب  | ل | ف | ت | خ | له | عليه | ف.أ | نقاذ |
| -------- | - | - | - | - | -- | ---- | --- | ---- |
| بنما     | 3 | 2 | 1 | 0 | 3  | 1    | +2  | 7    |
| المكسيك  | 3 | 2 | 0 | 1 | 6  | 3    | +3  | 6    |
| مارتينيك | 3 | 1 | 0 | 2 | 2  | 4    | −2  | 3    |
| كندا     | 3 | 0 | 1 | 2 | 0  | 3    | −3  | 1    |

| كندا | 0–1   | مارتينيك      |
| ---- | ----- | ------------- |
|      | تقرير | روبيرني 90+3' |

| المكسيك      | 1–2   | بنما                     |
| ------------ | ----- | ------------------------ |
| فابيان 45+2' | تقرير | ج. توريس 7' (ركلة.)، 48' |

| بنما                 | 1–0   | مارتينيك |
| -------------------- | ----- | -------- |
| ج. توريس 85' (ركلة.) | تقرير |          |

| المكسيك                             | 2–0   | كندا |
| ----------------------------------- | ----- | ---- |
| ر. خيمينيز 42' · فابيان 57' (ركلة.) | تقرير |      |

| بنما | 0–0   | كندا |
| ---- | ----- | ---- |
|      | تقرير |      |

| مارتينيك             | 1–3   | المكسيك                             |
| -------------------- | ----- | ----------------------------------- |
| بارسيمين 43' (ركلة.) | تقرير | فابيان 21' · مونتيس 34' · بونسي 90' |

### المجموعة ب
| المنتخب                                         | ل | ف | ت | خ | له | عليه | ف.أ | نقاذ |
| ----------------------------------------------- | - | - | - | - | -- | ---- | --- | ---- |
| [[ملف:\|23x15px\|border \|alt=\|link=]] هندوراس | 3 | 2 | 0 | 1 | 3  | 2    | +1  | 6    |
| ترينيداد وتوباغو                                | 3 | 1 | 1 | 1 | 4  | 4    | 0   | 4    |
| السلفادور                                       | 3 | 1 | 1 | 1 | 3  | 3    | 0   | 4    |
| هايتي                                           | 3 | 1 | 0 | 2 | 2  | 3    | −1  | 3    |

| السلفادور       | 2–2   | ترينيداد وتوباغو         |
| --------------- | ----- | ------------------------ |
| زيلايا 22'، 69' | تقرير | دانييل 11' · ك. جونز 73' |

| هايتي | 0–2   | [[ملف:\|23x15px\|border \|alt=\|link=]] هندوراس |
| ----- | ----- | ----------------------------------------------- |
|       | تقرير | ر. مارتينيز 4' · م. تشافيز 78'                  |

| ترينيداد وتوباغو | 0–2   | هايتي             |
| ---------------- | ----- | ----------------- |
|                  | تقرير | ج. موريس 16'، 53' |

| هندوراس [[ملف:\|23x15px\|border \|alt=\|link=]] | 1–0   | السلفادور |
| ----------------------------------------------- | ----- | --------- |
| كلاروس 90+2'                                    | تقرير |           |

| السلفادور  | 1–0   | هايتي |
| ---------- | ----- | ----- |
| زيلايا 76' | تقرير |       |

| هندوراس [[ملف:\|23x15px\|border \|alt=\|link=]] | 0–2   | ترينيداد وتوباغو                 |
| ----------------------------------------------- | ----- | -------------------------------- |
|                                                 | تقرير | ك. جونز 48' (ركلة.) · مولينو 67' |

### المجموعة ج
| المنتخب          | ل | ف | ت | خ | له | عليه | ف.أ | نقاذ |
| ---------------- | - | - | - | - | -- | ---- | --- | ---- |
| الولايات المتحدة | 3 | 3 | 0 | 0 | 11 | 2    | +9  | 9    |
| كوستاريكا        | 3 | 2 | 0 | 1 | 4  | 1    | +3  | 6    |
| كوبا             | 3 | 1 | 0 | 2 | 5  | 7    | −2  | 3    |
| بليز             | 3 | 0 | 0 | 3 | 1  | 11   | −10 | 0    |

| كوستاريكا                      | 3–0   | كوبا |
| ------------------------------ | ----- | ---- |
| بارانتيس 52'، 77' · أرياتا 71' | تقرير |      |

| بليز        | 1–6   | الولايات المتحدة                                                           |
| ----------- | ----- | -------------------------------------------------------------------------- |
| غايناير 40' | تقرير | فوندولوفسكي 12'، 37'، 41' · هولدين 58' · اوروزكو 72' · دونوفان 76' (ركلة.) |

| الولايات المتحدة                                          | 4–1   | كوبا        |
| --------------------------------------------------------- | ----- | ----------- |
| دونوفان 45+2' (ركلة.) · كورونا 57' · فوندولوفسكي 66'، 85' | تقرير | ألفونسو 36' |

| كوستاريكا      | 1–0   | بليز |
| -------------- | ----- | ---- |
| إيلي 49' (ضد.) | تقرير |      |

| كوبا                                  | 4–0   | بليز |
| ------------------------------------- | ----- | ---- |
| مارتينيز 38'، 61'، 84' · ماركيز 90+3' | تقرير |      |

| الولايات المتحدة | 1–0   | كوستاريكا |
| ---------------- | ----- | --------- |
| شي 82'           | تقرير |           |

### ترتيب المنتخبات صاحبة المركز الثالث
| مج | الفريق    | لعب | ف | ت | خ | أ.له | أ.ع | أ.ف | نقاط |
| -- | --------- | --- | - | - | - | ---- | --- | --- | ---- |
| B  | السلفادور | 3   | 1 | 1 | 1 | 3    | 3   | 0   | 4    |
| C  | كوبا      | 3   | 1 | 0 | 2 | 5    | 7   | −2  | 3    |
| A  | مارتينيك  | 3   | 1 | 0 | 2 | 2    | 4   | −2  | 3    |

## مرحلة خروج المغلوب

### ربع النهائي
| بنما                                                                          | 6–1   | كوبا        |
| ----------------------------------------------------------------------------- | ----- | ----------- |
| ج. توريس 25' (ركلة.)، 37' · ك. رودريغيز 68' · ب. بيريز 78'، 88' · خيمينيز 85' | تقرير | ألفونسو 21' |

| المكسيك        | 1–0   | ترينيداد وتوباغو |
| -------------- | ----- | ---------------- |
| ر. خيمينيز 84' | تقرير |                  |

| الولايات المتحدة                                                     | 5–1   | السلفادور          |
| -------------------------------------------------------------------- | ----- | ------------------ |
| غودسون 21' · كورونا 29' · إ. جونسون 60' · دونوفان 78' · ديسكيرود 83' | تقرير | زيلايا 39' (ركلة.) |

| هندوراس [[ملف:\|23x15px\|border \|alt=\|link=]] | 1–0   | كوستاريكا |
| ----------------------------------------------- | ----- | --------- |
| نجار 49'                                        | تقرير |           |

### نصف النهائي
| الولايات المتحدة                 | 3–1   | [[ملف:\|23x15px\|border \|alt=\|link=]] هندوراس |
| -------------------------------- | ----- | ----------------------------------------------- |
| إ. جونسون 11' · دونوفان 27'، 53' | تقرير | ميدينا 52'                                      |

| بنما                        | 2–1   | المكسيك    |
| --------------------------- | ----- | ---------- |
| ب. بيريز 13' · ر. توريس 61' | تقرير | مونتيس 26' |

### النهائي
| الولايات المتحدة | 1–0   | بنما |
| ---------------- | ----- | ---- |
| شي 69'           | تقرير |      |

## روابط خارجية
- الموقع الرسمي